# Synapha dhorparkharkaensis
Synapha dhorparkharkaensis är en tvåvingeart som beskrevs av Uwe Kallweit 1995. Synapha dhorparkharkaensis ingår i släktet Synapha och familjen svampmyggor.
Artens utbredningsområde är Nepal. Inga underarter finns listade i Catalogue of Life.